# Anicuns (microregio)
Anicuns is een van de 18 microregio's van de Braziliaanse deelstaat Goiás. Zij ligt in de mesoregio Centro Goiano en grenst aan de mesoregio Sul Goiano in het zuiden, de microregio Iporá in het westen, de mesoregio Noroeste Goiano in het noorden en de microregio's Anápolis in het oosten en Goiânia in het zuidoosten. De microregio heeft een oppervlakte van ca. 5465 km². Midden 2004 werd het inwoneraantal geschat op 103.507.
Dertien gemeenten behoren tot deze microregio:
| - Adelândia - Anicuns - Aurilândia - Avelinópolis - Americano do Brasil - Buriti de Goiás - Firminópolis | - Mossâmedes - Nazário - Sanclerlândia - Santa Bárbara de Goiás - São Luís de Montes Belos - Turvânia |

Mesoregio's: Centro Goiano · Leste Goiano · Noroeste Goiano · Norte Goiano · Sul Goiano

Microregio's: Anápolis · Anicuns · Aragarças · Catalão · Ceres · Chapada dos Veadeiros · Entorno de Brasília · Goiânia · Iporá · Meia Ponte · Pires do Rio · Porangatu · Quirinópolis · Rio Vermelho · São Miguel do Araguaia · Sudoeste de Goiás · Vale do Rio dos Bois · Vão do Paranã